# 樵谷惟仙
樵谷惟仙（しょうこくいせん、生没年不詳）は、鎌倉時代中期の臨済宗の僧。信濃国出身。樵谷惟僊とも表記される。

## 略歴
別所温泉の天台宗常楽寺に学び、上洛して泉涌寺に学ぶ。入宋して虚堂智愚、別山祖智に禅宗を学び、蘭渓道隆が来日するのと同じ船で寛元4年（1246年）、日本へ帰国した（『大覚禅師語録』）。禅宗に帰依した北条義政の庇護により、信濃国で最初の禅寺として安楽寺を中興させた。同地で没した。寺伝では木曽義仲の縁者であるという。